# Andrés Carrascosa Coso
Andrés Carrascosa Coso (Cuenca, Espanha, 16 de dezembro de 1955) é um clérigo espanhol, arcebispo católico romano e diplomata da Santa Sé.
O bispo de Cuenca, José Guerra Campos, o ordenou sacerdote em 2 de julho de 1980.
O Papa João Paulo II o nomeou arcebispo titular de Elo e núncio apostólico na República do Congo em 31 de julho de 2004. Foi ordenado bispo pelo Cardeal Secretário de Estado Angelo Sodano em 7 de outubro do mesmo ano; os co-consagradores foram o arcebispo Robert Sarah e o bispo de Cuenca, Ramón del Hoyo López. Em 26 de agosto de 2004, João Paulo II também o nomeou Núncio Apostólico no Gabão.
Papa Bento XVI nomeou-o em 12 de janeiro de 2009 como Núncio Apostólico no Panamá. Em 22 de junho de 2017, o Papa Francisco o nomeou Núncio Apostólico no Equador.